# LVF – Virgilio und Cavalieri
Die LVF – Virgilio und Cavalieri waren  Dampflokomotiven der Lombardisch-venetianischen Ferdinands-Bahn (LVF).
Die Maschinen wurden 1844 von der Lokomotivfabrik Meyer in Mülhausen geliefert.
Auffallend waren die sehr großen Treibräder.
Derselben Lieferung entstammten die beiden Lokomotiven DANTE und PIETRO VERRI, die allerdings andere technische Daten (z. B. noch größere Treibräder) hatten.
Bei der LVF erhielten die hier besprochenen Maschinen die Namen VIRGILIO und CAVALIERI.
Als die LVF 1852 verstaatlicht wurde, kamen sie mit denselben Namen zur Lombardisch-venetianischen Staatsbahn (LVStB).